# Gradiška
Gradiška (Cirílico: Градишка) es una ciudad, capital del municipio homónimo, situada en la Región de Banja Luka de la República Srpska, una de dos las entidades constituyentes de Bosnia y Herzegovina. La localidad se encuentra en la llanura de Lijevče, en la margen derecha del río Sava lindando con el municipio croata de Stara Gradiška y a unos 45 km al norte de Banja Luka.

## Historia
Según la documentación escrita, la primera mención de Gradiška se remonta al siglo XIV bajo la denominación de Gradiški Brod. Sin embargo, los primeros vestigios de vida en la zona del asentamiento actual y sus alrededores data de tiempos prehistóricos. En la época romana, la localidad era conocida como Servitium. Gradiška aparece en algunos textos como ciudad libre, ciudad que en la Edad Media era de gran importancia para las comunicaciones al ser un punto donde resultaba sencillo cruzar el río Sava.

## Demografía

### 1971
Sobre un total de 53.581 habitantes:
- Serbios - 35.038 (65,39%)
- Bosníacos - 12.688 (23,68%)
- Croatas - 4.415 (8,23%)
- Yugoslavos - 415 (0,77%)
- Otros - 1.025 (1,93%)

### 1991
En 1991, el municipio contaba con una población de 60.062 habitantes, incluyendo:
- 35.989 serbios (59,9%)
- 15.888 bosníacos (26,4%)
- 3.422 croatas (5,6%)
- 3.245 yugoslavos (5,4%)
- 1.518 de otras etnias (2,5%)

El casco urbano de Gradiška tenía 18.671 residentes distribuidos de la siguiente manera:
- 43,5% de bosníacos
- 37,7% de serbios
- 10,3% de yugoslavos
- 4,6% de croatas
- 3,9% de otros grupos

## Asentamientos
La municipalidad de Gradiška comprende los siguientes asentamientos:
| - Adžići - Berek - Bistrica - Bok Jankovac - Brestovčina - Bukovac - Cerovljani - Cimiroti - Čatrnja - Čelinovac - Čikule - Donja Dolina - Donja Jurkovica - Donji Karajzovci - Donji Podgradci - Dragelji - Dubrave - Elezagići - Gašnica - Gornja Dolina - Gornja Jurkovica - Gornja Lipovača - Gornji Karajzovci | - Gornji Podgradci - Grbavci - Greda - Jablanica - Jazovac - Kijevci - Kočićevo - Kozara - Kozinci - Krajišnik - Kruškik - Laminci Brezici - Laminci Dubrave - Laminci Jaružani - Laminci Sređani - Liskovac - Lužani - Mačkovac - Mašići - Mičije - Miloševo Brdo - Miljevići - Mokrice | - Nova Topola - Novo Selo - Orahova - Orubica - Petrovo Selo - Rogolji - Romanovci - Rovine - Samardžije - Seferovci - Sovjak - Srednja Jurkovica - Šaškinovci - Trebovljani - Trnovac - Trošelji - Turjak - Uzari - Vakuf - Vilusi - Vrbaška - Žeravica |